# I Can See For Miles
«I Can See for Miles» —en español: «Puedo ver desde muy lejos»—  una canción escrita por Pete Townshend del grupo de rock The Who, grabada para el álbum de 1967 The Who Sell Out. Fue la única canción del álbum en ser lanzada como sencillo, el 14 de octubre de 1967. Hasta la fecha, es el sencillo de mayor éxito de la banda en los Estados Unidos y la única canción en alcanzar el Top 10 del Billboard Hot 100.
La canción está clasificada #40 en «The 1001 Greatest Singles Ever Made» («Los 1001 Mejores Sencillos Alguna Vez Hechos») de Dave Marsh, #37 en «The Top 100 Singles of All-Time» («El Top 100 de Sencillos de Todos los Tiempos») realizado por la revista NME, #162 en «The 200 Greatest Songs of the 1960s» («Las 200 Mejores Canciones de los '60») de Pitchfork Media y #258 en «The 500 Greatest Songs of All Time» («Las 500 Mejores Canciones de Todos los Tiempos») según la revista Rolling Stone.

## Historia
Grabada en varias sesiones por separado en distintos estudios a través de dos continentes, la grabación de «I Can See for Miles» fue un ejemplo de la sofisticación en las técnicas de estudio de las bandas de rock en la década de 1960. Las pistas de fondo se grabaron en Londres, las voces y la mezcla de sonido se realizaron en Nueva York, y el álbum fue masterizado en Los Ángeles en los estudios Gold Star. El sencillo de los Estados Unidos por Decca Records, posee una segunda línea de bajo.
Alcanzó el puesto #10 en el Reino Unido y el #9 en Estados Unidos. A pesar de que estos lugares otorgaban un éxito para cualquier banda, Townshend estaba decepcionado. Se le cita diciendo: «Para mí fue la última grabación Who, sin embargo no se vendió. Escupo en el registro de ventas británico.» 
La canción puede haber inspirado a «Helter Skelter» de The Beatles. Paul McCartney recuerda haber escrito aquella canción después de leer una reseña de The Who Sell Out, donde el crítico afirma que «I Can See for Miles» fue la canción más «pesada» que jamás había escuchado. McCartney no escuchó la canción, pero escribió «Helter Skelter» en un intento de hacer un tema más pesado que la elogiada en la revisión.
«I Can See for Miles» fue interpretada pocas veces en vivo en la época de Keith Moon en la banda, las complejas armonías vocales eran difíciles de reproducir en  el escenario, como también el estilo de la percusión que se encontraba en la grabación original. Desde 1979, época en que Kenney Jones pasó a ser el nuevo baterista de la banda tras el deceso de Moon, la canción comenzó a interpretarse más en los shows en vivo, aunque con un ritmo mucho más sencillo. Desde 1989, es parte fija en casi todas las giras del grupo, con Simon Phillips en la batería y posteriormente con Zak Starkey.
El álbum/soundtrack del documental The Kids Are Alright contiene una mezcla alternativa de esta canción.

## Misceláneo
La introducción de la canción se utilizó en la película The Boat that Rocked. Además, fue utilizada en la banda sonora de la película Easy Rider de Dennis Hopper y en Apollo 13 de Ron Howard. En el ámbito publicitario, la canción sirvió de apoyo en comerciales para American Honda Motors, marca subsidiaria de Honda, en 2007 y para Sylvania, empresa dedicada al rubro automotor.
En cuanto a otras versiones de la canción, la cantante Tina Turner versionó la canción para su álbum en solitario de 1975, Acid Queen. Por su parte, la banda de rock progresivo Styx, la violinista Petra Haden y el cantante de música country Marty Stuart, entre otros, versionaron el tema en sus distintos estilos musicales. La canción, junto con «I Can't Explain», fue interpretada por Incubus en 2008 en Vh1 Rock Honors, en un tributo a The Who. Además, forma parte de la banda sonora del juego Rock Band 3.